# Ласунка
«Ласунка» — український виробник морозива, тортів, сирків та інших молочних продуктів; заснований 1997 року. Один з найбільших виробників морозива в Україні. В компанії працюють понад 1000 осіб, це група з п'яти підприємств. Виробництва знаходяться в містах: Дніпро, Тернопіль, Нікополь.

## Історія
Перше морозиво компанією було вироблено 1997 року в невеликому цеху молочної фабрики, (в селі Губиниха в передмісті Дніпропетровська). За 2 роки фабрика переросла у виробничий комплекс в Придніпровську, де працювало 200 осіб. Тоді ж були випущені перші порції морозива ескімо «Лев».
2000 - вихід морозива «Гран-прі», що стало флагманом в лінійки компанії. 
2001 - в компанії працюють 300 людей, відкрито дві виробничі лінії, запущено 5 видів морозива.
2003 - зареєстровано ТМ «Ласунка». Підприємство стає членом Асоціації виробників морозива та заморожених продуктів України. Виробничі потужності компанії сертифіковано за стандартом ISO 9001.
2004 - запущено додаткові виробничі лінії, випущено морозиво «Факел», що має невеликий формат і відносно високу ціну, містить пальмову олію.

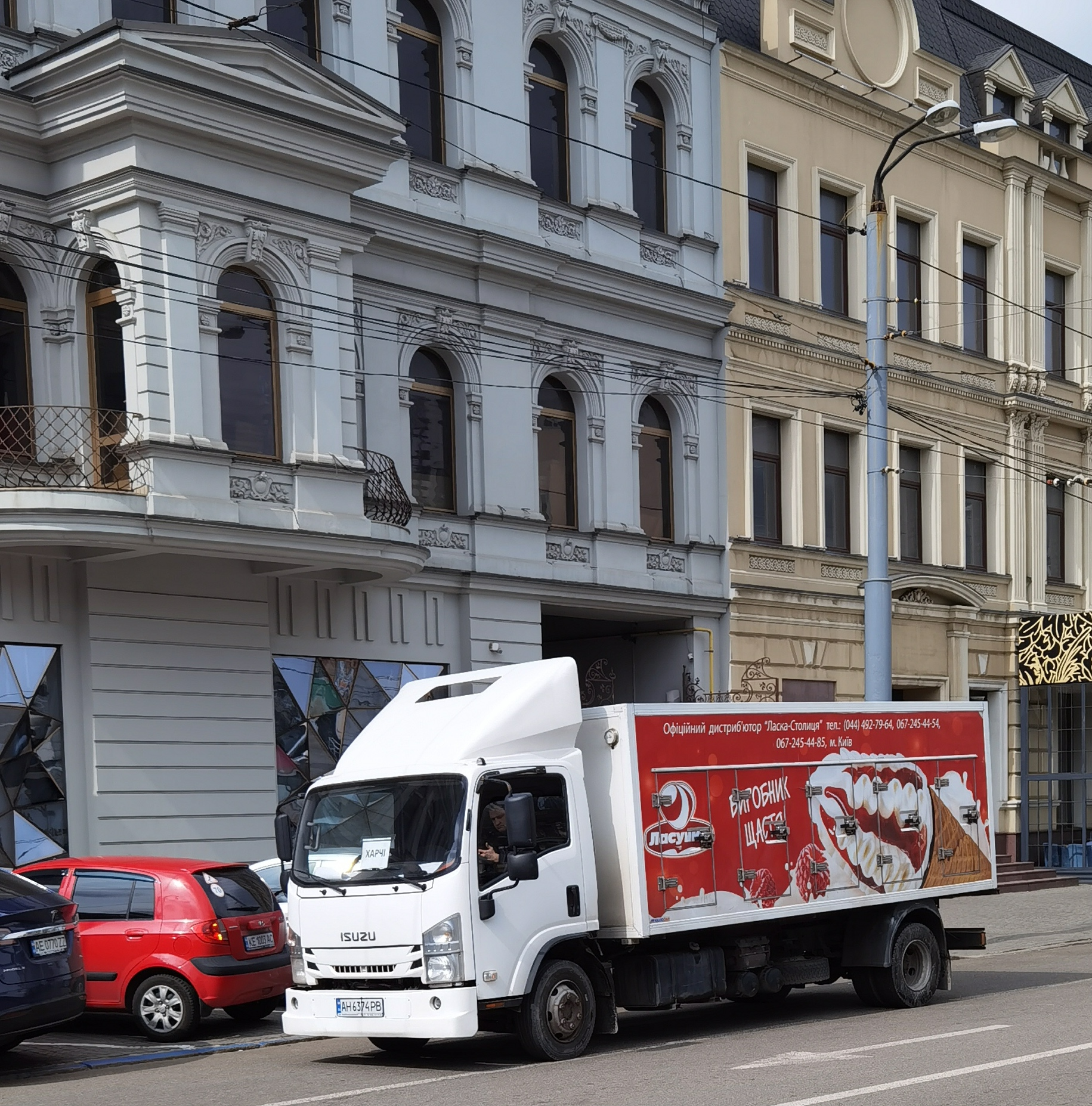
Вантажівка "Ласунки" в Дніпрі

2005 - відкрито виробництво в Тернополі.
2006 - початок виробництва тортів «Буржуй».
2010 - отримання патенту на вафельний стаканчик, для виробництва якого компанія купує у австрійської HAAS лінію.

2016 - фабрика отримала міжнародний сертифікат FSSC 22000.

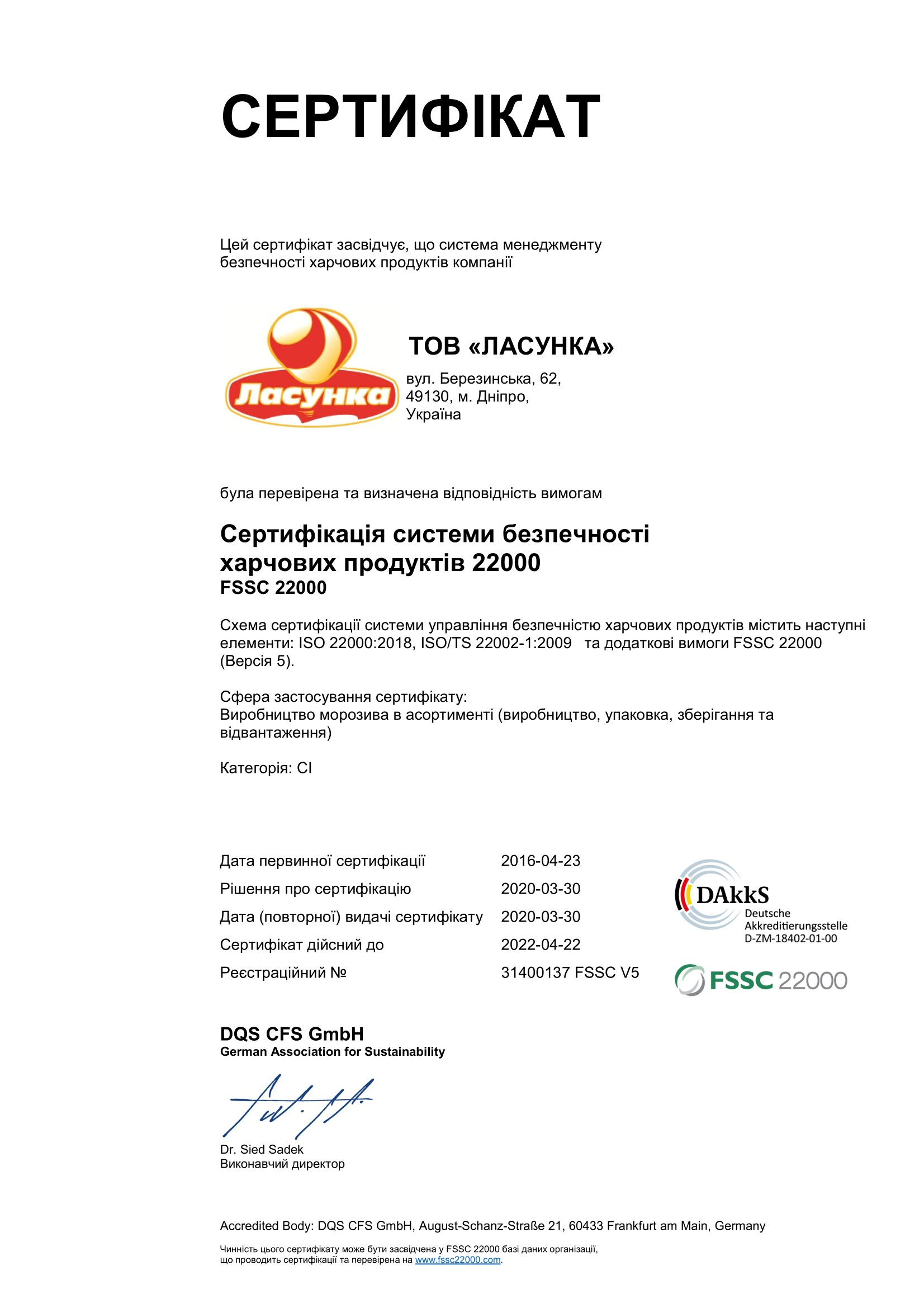

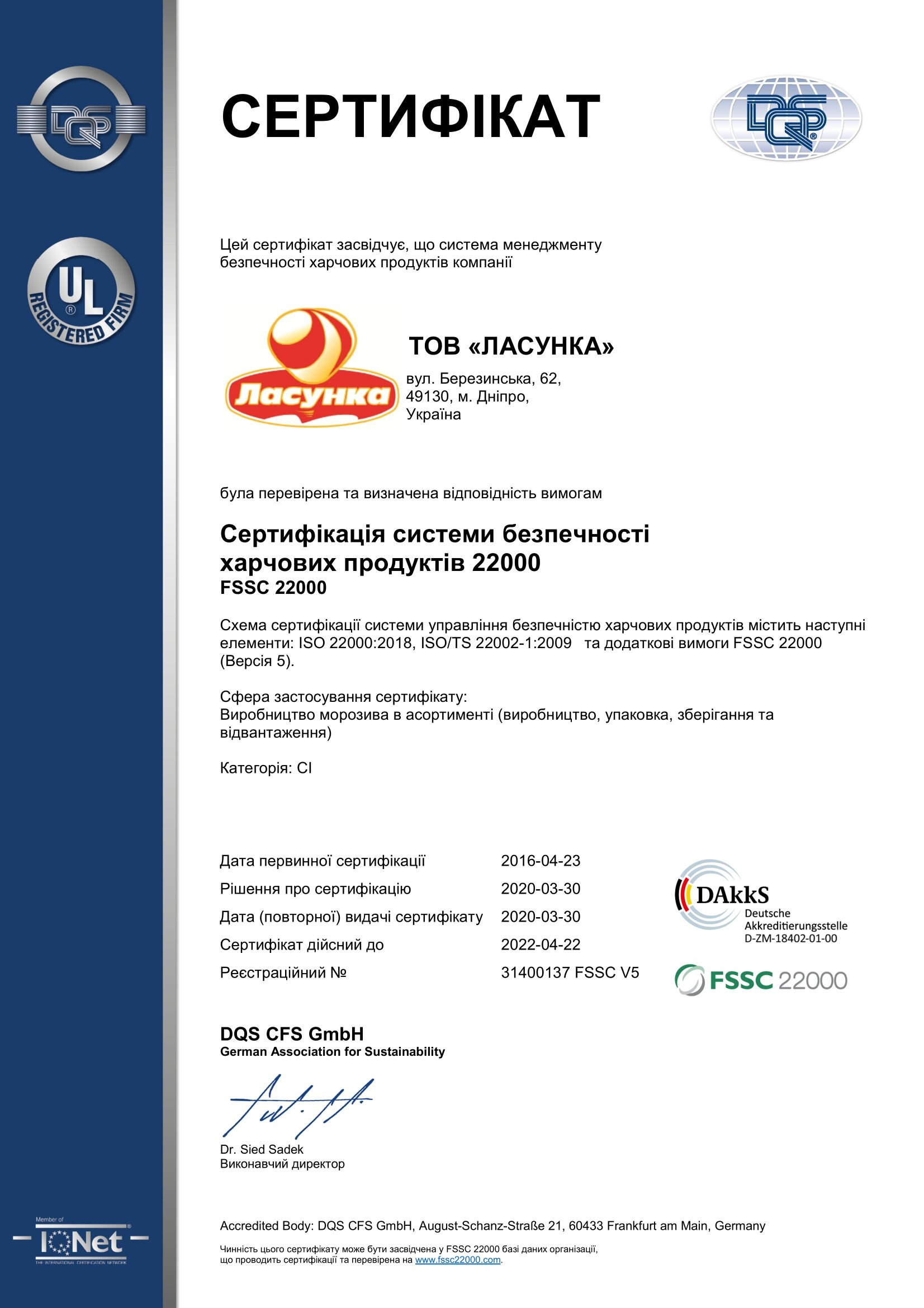

## Обсяги виробництва
2005 року підприємство виробляє 7,5 тон морозива, 2006 року — 10,1 тон морозива на день. 2007 року асортимент становить 80 видів морозива та 20 видів заморожених напівфабрикатів. 2010 року продуктова лінійка має 120 видів морозива, 40 видів напівфабрикатів. 2012 компанія розширює пломбірну групу, замінюючи вершкове морозиво на пломбір. 2015 році 60% асортиментного бренду становить пломбір.
2016 — вироблено 22,4 тис. тон, 2017 — 23,5 тис. тонн морозива.

## Соціальні ініціативи
З 2001 року підприємство допомагає дитячим будинкам та інтернатам Дніпропетровської області.
З 2006 — займається благодійністю, співпрацює з благодійними фондами, допомагає дитячим лікарням.
2018 — підприємство приєдналось до природоохоронного заходу на захист довкілля, а саме впровадження системи роздільного збирання твердих побутових відходів[джерело?].

## Додаткові проекти
Свято морозива «Ласунка» [Архівовано 11 червня 2020 у Wayback Machine.], спеціалізується на організації та проведені масштабних масових заходів сімейного відпочинку, з концертами, дитячими конкурсами, призами, подарунками та морозивом, засновано в 2005 році.
Компанія «Ласунка» першою розпочала проведення свят морозива в Україні. Масштаб заходів охоплює всю територію країни. В організації та проведені свят приймають учать три команди івент-спеціалістів за підтримкою та допомогою офіційних дистриб’юторів компанії Ласунка. За один сезон весна-літо свято морозиво відбувається більш ніж в 70 містах України. В програмі свята концертна програма та такі конкурси як: «Я малюю на асфальті», «Юні художники», «Я ліплю з пластиліну», «Гонки на візках», «Кепі-хепі», «Айс-крим-тату», «Пінне шоу», «Караоке на поляні», «Шалені продавці» та багато інших.    

## Нагороди
2002 — Хрестом пошани «Князя Святослава» за вагомий внесок у розвиток харчової галузі України від президента Кучми[джерело?]